# Raumgeschwindigkeit

Die Raumgeschwindigkeit (engl. Gas hourly space velocity; GHSV) ist der Volumenstrom eines Fluids bezogen auf ein Referenzvolumen.

Die Raumgeschwindigkeit ist ein Begriff, der in der technischen Chemie und in der Verfahrenstechnik von Bedeutung ist. Sie setzt durch Quotientenbildung einen Volumenstrom {\displaystyle {\dot {V}}_{\text{Gas}}} – für gewöhnlich eines Gases, doch auch für Flüssigkeiten – mit einem räumlichen Volumen {\displaystyle V} – z. B. ein Katalysator- oder Adsorberbett – nach der Formel
{\displaystyle v_{\text{Raum}}={\frac {{\dot {V}}_{\text{Gas}}}{V_{\text{Kat}}}}={\frac {1}{\tau }}}
in Beziehung. Die Raumgeschwindigkeit ist der Kehrwert der häufiger verwendeten Verweilzeit {\displaystyle \tau }.
Wird der Volumenstrom auf die Stunde bezogen, ergibt sich die Einheit zu:
{\displaystyle \mathrm {{\frac {m^{3}}{h\ m^{3}}}={\frac {1}{h}}} }
Bei Katalysatoren bezieht sich das Volumen {\displaystyle V} auf das makroskopische Katalysatorvolumen, der Volumenstrom ist also unabhängig von der Form bzw. inneren Struktur des Katalysators.
Je nach Anwendungsfall können sich bei der Abgasbehandlung Raumgeschwindigkeiten zwischen Werten kleiner 5000 h−1 (für schwer abbaubare Stoffe) und größer 100000 h−1 (Motorabgase) bewegen. Die Angaben werden jeweils auf den Normzustand bezogen. In Abhängigkeit vom Anwendungsfall hat die Raumgeschwindigkeit einen wesentlichen Einfluss auf den Umsatzgrad.

## Anwendungen
- In der heterogenen Katalyse kann auf diese Art das benötigte Katalysatorvolumen für den Umsatz eines bekannten Volumenstromes berechnet werden. Für die Ermittlung der aktiven Katalysatoroberfläche ist jedoch noch die Kenntnis einer weiteren Kenngröße, die Flächengeschwindigkeit, notwendig.[2]
- In der Ad- oder Absorption lässt sich damit die benötigte Menge an Ad- / Absorbervolumen zur Behandlung eines gegebenen Volumenstromes bestimmen.